# Miss Ma - Boksu-ui yeosin
Miss Ma - Boksu-ui yeosin (미스 마 - 복수의 여신?, lett. "Miss Ma - La dea della vendetta"; titolo internazionale Ms. Ma, Nemesis) è un drama coreano trasmesso su SBS dal 6 ottobre al 24 novembre 2018. È liberamente tratto da alcuni romanzi di Agatha Christie aventi come protagonista Miss Marple: Il terrore viene per posta, Assassinio allo specchio, Un delitto avrà luogo, C'è un cadavere in biblioteca e Nemesi.

## Trama
Una donna viene arrestata con l'accusa di aver ucciso la giovane figlia. Nove anni dopo, riesce ad evadere dal carcere e, assumendo l'identità della sua sosia Ma Ji-won, una scrittrice di gialli, si trasferisce in un sobborgo di Daejeon. Qui comincia a risolvere alcuni casi misteriosi che avvengono nel vicinato, mentre cerca di scoprire la verità sull'omicidio di sua figlia.

## Personaggi
- Ma Ji-won, interpretata da Yunjin Kim
- Han Tae-kyu, interpretato da Jung Woong-in
Detective che dà la caccia a Ma Ji-won.
- Seo Eun-ji, interpretata da Go Sung-hee
Una ragazza che sostiene di essere la nipote di Ma Ji-won.
- Go Mal-koo, interpretato da Choi Kwang-je
Criminale che aiuta Ma Ji-won.
- Bae Do-hwan, interpretato da CNU
Agente di polizia di Mujigae.
- Jang Il-koo, interpretato da Myung Gye-nam
Ex-boss della malavita di cui Mal-koo si prende cura.
- Jang Cheol-min, interpretato da Song Young-kyu
Marito di Ma Ji-won e padre di Min-seo.
- Yang Mi-hee, interpretata da Kim Young-a
Procuratrice.
- Jo Chang-gil, interpretato da Sung Ji-ru
Capo della polizia di Mujigae.
- Signora Park, interpretata da Moon Hee-kyung
Amica di Ma Ji-won.
- Signora Oh, interpretata da Hwang Suk-jung
Amica di Ma Ji-won.
- Lee Jung-hee, interpretata da Yoon Hae-young
Attrice ritiratasi dalle scene che ha assistito all'omicidio di Min-seo.
- Jang Min-seo, interpretata da Lee Ye-won
Figlia defunta di Ma Ji-won.
- Choi Woo-joon, interpretato da Choi Seung-hoon
Figlio della signora Park.

## Ascolti
| Episodio | Data di trasmissione | Dati AGB (a livello nazionale) |
| -------- | -------------------- | ------------------------------ |
| 1        | 6 ottobre 2018       | 5,8%                           |
| 2        | 6 ottobre 2018       | 7,3%                           |
| 3        | 6 ottobre 2018       | 8,3%                           |
| 4        | 6 ottobre 2018       | 9,1%                           |
| 5        | 13 ottobre 2018      | 5,3%                           |
| 6        | 13 ottobre 2018      | 6,1%                           |
| 7        | 13 ottobre 2018      | 6,3%                           |
| 8        | 13 ottobre 2018      | 6,6%                           |
| 9        | 20 ottobre 2018      | 2,1%                           |
| 10       | 20 ottobre 2018      | 5,1%                           |
| 11       | 20 ottobre 2018      | 5,5%                           |
| 12       | 20 ottobre 2018      | 5,8%                           |
| 13       | 27 ottobre 2018      | 5,4%                           |
| 14       | 27 ottobre 2018      | 6,3%                           |
| 15       | 27 ottobre 2018      | 6,4%                           |
| 16       | 27 ottobre 2018      | 6,9%                           |
| 17       | 3 novembre 2018      | 4,7%                           |
| 18       | 3 novembre 2018      | 5,1%                           |
| 19       | 3 novembre 2018      | 5,5%                           |
| 20       | 3 novembre 2018      | 5,6%                           |
| 21       | 10 novembre 2018     | 4,5%                           |
| 22       | 10 novembre 2018     | 4,8%                           |
| 23       | 10 novembre 2018     | 5,2%                           |
| 24       | 10 novembre 2018     | 5,2%                           |
| 25       | 17 novembre 2018     | 3,9%                           |
| 26       | 17 novembre 2018     | 5,3%                           |
| 27       | 17 novembre 2018     | 5,9%                           |
| 28       | 17 novembre 2018     | 6,6%                           |
| 29       | 24 novembre 2018     | 5,4%                           |
| 30       | 24 novembre 2018     | 6,4%                           |
| 31       | 24 novembre 2018     | 7,4%                           |
| 32       | 24 novembre 2018     | 8,6%                           |
| Media    | Media                | 5,9%                           |

## Colonna sonora
1. Alone – JeA (Brown Eyed Girls)
2. My Memory – leeSA
3. Flower – Up10tion (Wei, Sunyoul, Hwanhee)
4. Do You Know Back Then (그댄 아나요) – Saltnpaper
5. Run Away – Yi Sung-yol
6. Hourglass – Yein

## Riconoscimenti
- SBS Drama Award[3]
  - 2018 – Candidatura Premio all'alta eccellenza, attrice in un drama giornaliero e del fine settimana a Yunjin Kim
  - 2018 – Premio all'alta eccellenza, attore in un drama giornaliero e del fine settimana a Jung Woong-in
  - 2018 – Candidatura Miglior attrice secondaria a Go Sung-hee
  - 2018 – Candidatura Miglior attrice secondaria a Moon Hee-kyung